# Aloes wielkolistny
Aloes wielkolistny (Aloe polyphylla Schönland ex Pillans), znany też jako aloes spiralny – gatunek aloesu z podrodziny złotogłowowatych. Jego epitet gatunkowy polyphylla pochodzi od łacińskich słów poly – „wiele” i phyllus – „liściowy”. Jest lesotyjskim endemitem.

## Rozmieszczenie geograficzne
Aloes wielkolistny występuje w zachodniej części Lesotho w Górach Smoczych na stromych, bazaltowych zboczach, na wysokościach od 2000 do 2500 m n.p.m.

## Morfologia

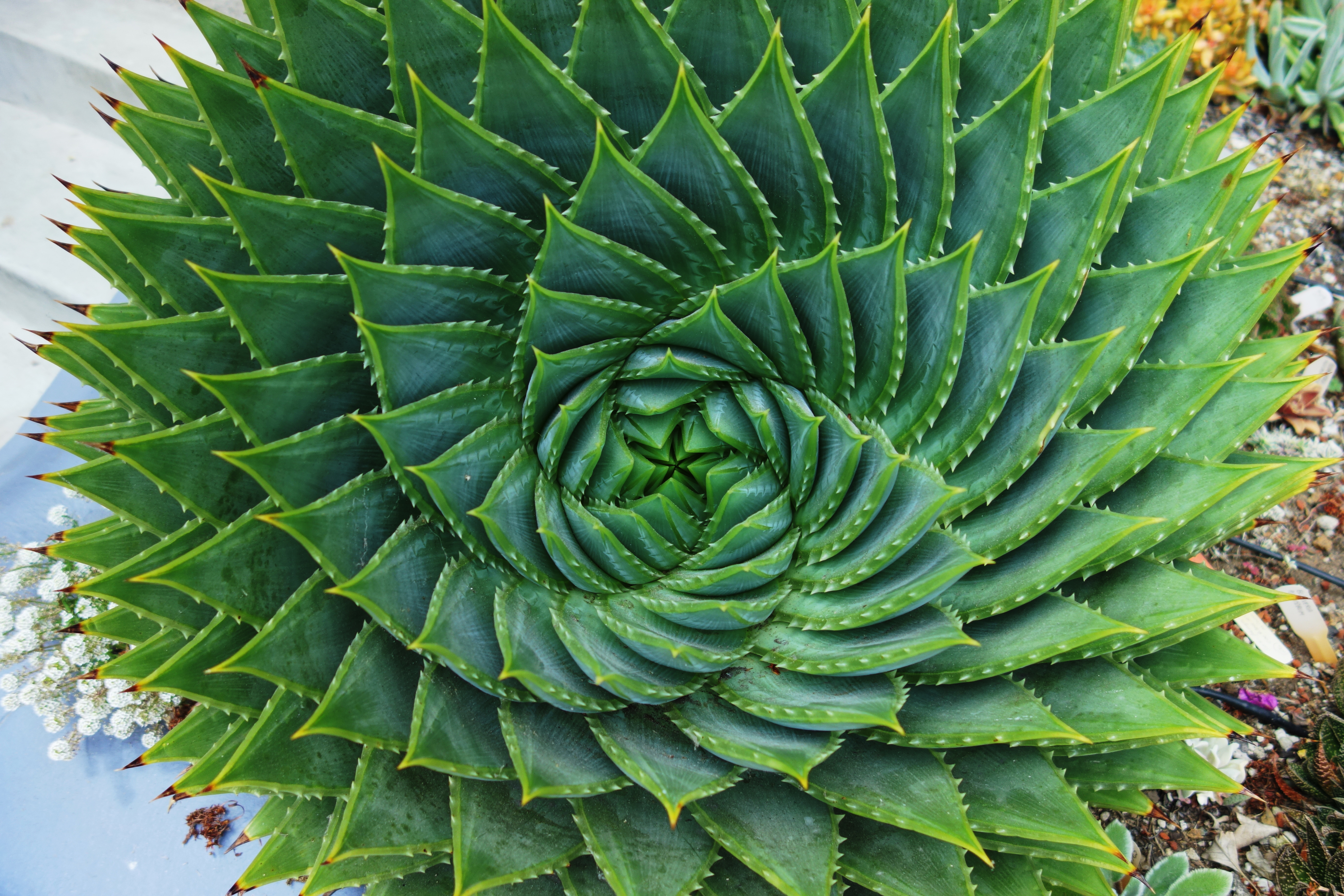
Spiralnie ułożone liście aloesu wielkolistnego (patrz: fraktal)

PokrójRoślina bezłodygowa lub z bardzo krótką łodygą, rosnąca pojedynczo lub tworzącą zwarte grupy.
LiścieOkoło 150 jajowatych, wydłużonych i ostro zakończonych liści jest ułożonych w pięć spiralnych rzędów. Szarozielone blaszki liściowe mają długość 20–30 cm i szerokość 6–10 cm. Szczyt liścia jest suchy i ma głęboką purpurową barwę. Powierzchnia liści jest gładka. Twarde, jasnozielone kolce na brzegach liści mają długość 5 do 8 mm i znajdują się w odległości 2 do 12 mm od siebie.
KwiatyZebrane w kwiatostan składający się z trzech do ośmiu gałązek i o długości 50 do 60 cm. Gęste, cylindryczne grona mają długość 12 do 15 cm i szerokość 10 cm. Lancetowato-deltoidalne, zwężające się, mięsiste podsadki mają długość 4 do 6 mm. Kwiaty, w kolorach od jasnoczerwonego do różowo-łososiowego, osadzone są na 4–6 milimetrowych szypułkach. Mają długość 45 do 55 mm i u nasady lekko się zwężają. Powyżej zalążni kwiaty rozszerzają się do średnicy ok. 10 mm. Płatki okwiatu nie są ze sobą zrośnięte. Pręciki i słupki wystają z kwiatu na 5 mm.

## Genetyka
Liczba chromosomów wynosi {\displaystyle 2n=14}.

## Systematyka
Pierwszy naukowy opis gatunku został opublikowany w 1934 r. przez Neville'a Stuarta Pillansa.

## Zagrożenia i ochrona
Aloes wielkolistny jest wymieniony w załączniku I Konwencji o międzynarodowym handlu dzikimi zwierzętami i roślinami gatunków zagrożonych wyginięciem.